# Långtjärnen (Kroppa socken, Värmland, 660316-142049)
Långtjärnen är en sjö i Filipstads kommun i Värmland och ingår i Göta älvs huvudavrinningsområde.